# Страшимир Димитров (историк)
Вижте пояснителната страница за други личности с името Страшимир Димитров.
Страшимѝр Атанàсов Димитрòв е български историк, член-кореспондент на Българската академия на науките (БАН).

## Биография
Страшимир Димитров е роден на 25 октомври 1930 г. в село Яворово (присъединено от 22.04.1975 г. към село Цонево). Завършва история в Софийския университет през 1952 г. Специализира арабистика и ориенталистика в Кайро през 1957 – 1958 г.
Избран е за един от четиримата зам.-председатели на БАН през 1959 г. наред с Христо Даскалов (първи заместник-предедател), Владимир Георгиев и Любомир Кръстанов.
Ръководител е на катедрата по източни езици, професор (1974 – 1979 г.) по история на арабските страни, на исляма и на Турция във факултета по западни филологии в Софийския университет.
Директор е на Националния исторически музей в София от юни 1974 до 31 декември 1975 г. и на Института по балканистика (1989 – 1993 г.) при БАН.
Автор е на „Въстанието на селяните в Северозападна България през 1850 г.“ (1961 г.), „Османски извори на историята на Добруджа и Североизточна България“ (1981 г.), „Страници от българската история“ (1989 г., в съавторство), „Турски извори за българската история“ (том 7, 1990 г., в съавторство), на студии, монографии.
Оглавява специална комисия за Възродителния процес при ЦК на БКП.
Проф. Страшимир Димитров е автор на множество рецензии и преводи на научни публикации, както и на голям брой статии в българския периодичен печат от 1950-те години до края на живота си.
Починал е на 9 юни 2001 г.

## За него
- Игнат Минков, Член-кореспондент Страшимир Димитров, сп. Българска етнология (4/2001)
- Изследвания в чест на чл. кор. проф. Страшимир Димитров. С., Т. 1 – 2, 2001.